# A Guide for the Married Man
A Guide for the Married Man (br: Diário de um homem casado ou Maridos em férias na TV / pt.: Guia para um homem volúvel) é um filme de 1967 do gênero comédia dirigido por Gene Kelly. A música título é performada por The Turtles, composição de John Williams com arranjos de Leslie Bricusse.

## Elenco
- Walter Matthau…Paul Manning
- Inger Stevens…Ruth Manning
- Sue Ane Langdon…Senhora Irma Johnson
- Jackie Russell…Senhora Miss Harris, secretária de Manning
- Robert Morse…Edward L. 'Ed' Stander
- Aline Towne
- Claire Kelly…Harriet Stander
- Eve Brent
- Marvin Brody…taxista
- Majel Barrett
- Linda Harrison...Miss Stardust

O filme conta com diversas pequenas participações especiais: Lucille Ball, Jack Benny, Terry-Thomas, Jayne Mansfield, Sid Caesar, Joey Bishop e Wally Cox.

## Enredo
Paul Manning descobre um dia que seu querido amigo e vizinho Ed Stander está traindo a sua esposa. Curioso, ele pergunta a Ed sobre isso e o amigo começa a contar a história de como aconteceu e narra as táticas usadas para que os homens traiam suas esposas. Com tudo isso Paul se sente sem forças para ajudá-lo, mas ao mesmo tempo começa a pensar em uma atraente mulher loura que mora perto de sua casa.
Embora Paul estivesse tentado a trair sua esposa com a vizinha, ele decide não seguir em frente com a ideia. No final, tem uma cena em que Paul aparece dentro de um quarto de um hotel com outra mulher, mas então ele ouve barulho de sirenes se aproximando e entra em pânico. Ele acreditava que a polícia poderia pegá-lo de surpresa, então sai correndo para a porta do quarto ao lado, onde estava seu amigo Ed com outra mulher. Ainda não satisfeito ele escapa rapidamente do hotel e vai direto para os braços de sua esposa (Inger Stevens).